# Fjerbusk
Slægten Fjerbusk (Aruncus) består af et par arter, som er udbredt Nordamerika, Sibirien, Østasien, Centralsien, Himalaya, Kaukasus og Øst- , Syd- og Centraleuropa. Det er særbo stauder, der ofte er forvedede nederst på stænglerne. Rodstokken er meget massiv og træagtig. Stænglerne er oprette med spredtstillede, uligefinnede blade, der har småblade med dobbelt savtakket rand. Blomsterne er samlet i en aksagtig klase med mange, små enkeltblomster, som er 5-tallige med hvide kronblade. Frugterne er kapsler med hver to frø.
Her beskrives kun den ene art, som dyrkes i Danmark.
| Beskrevne arter |

- Almindelig fjerbusk (Aruncus dioicus)

| Andre arter |

- Aruncus aethusifolius